# Rok księżycowy
Rok księżycowy – okres złożony z 12 miesięcy księżycowych. Rok ten jest krótszy od roku słonecznego i trwa 354,367 średnich dób słonecznych.
Stosowany był między innymi w starożytnej Mezopotamii i starożytnym Izraelu. 
Co kilka lat w celu zrównania z rokiem słonecznym dodawano jeden miesiąc (wyrównawczy).